# Pryska (cesarzowa)
Pryska, Prisca (zm. ok. 315 n.e. w Tesalonice) – żona cesarza Dioklecjana, matka Galerii Walerii, drugiej żony Galeriusza.

## Życiorys
Bliższe szczegóły z jej życia nie są znane. W chwili objęcia władzy przez Dioklecjana (284) była już jego żoną. Towarzyszyła córce Walerii na dworze zięcia Galeriusza (małżeństwo zawarto w 293), gdzie prawdopodobnie nie odgrywała większej roli politycznej. Nie zachowały się żadne wzmianki o posiadanych przez nią tytułach ani inskrypcje i monety z wizerunkiem (w odróżnieniu od Walerii). 
W trakcie wypraw wojennych Galeriusza przebywała czasowo z córką na dworze Dioklecjana w Nikomedii. Podczas ostatniej fali prześladowań chrześcijan w 303 znalazła się wśród zobowiązanych do złożenia ofiar dawnym bogom. Laktancjusz w De mortibus persecutorum zasugerował, że zarówno Pryska, jak i Waleria mogły być chrześcijankami, co późniejsi badacze traktują z rezerwą. Jednakże istnieje przypuszczenie, że z tego powodu Dioklecjan nie zdecydował się nadać jej tytułu augusty ani też emitować monet w jej imieniu.
Prawdopodobnie Pryska nie towarzyszyła Dioklecjanowi w Dalmacji po jego abdykacji. Dalsze jej losy były nierozerwalnie związane z córką. Wiosną 311 zmarł po chorobie nowotworowej Galeriusz, wyznaczając na opiekuna Walerii Licyniusza. Nie był on wówczas żonaty i prawdopodobnie złożył Walerii propozycję małżeństwa, którą odrzuciła udając się wraz z matką na dwór Maksymina Dai (siostrzeńca Galeriusza). Także i on wystąpił o rękę Walerii (jakkolwiek żonaty), a kolejna odmowa spowodowała jego niełaskę. Majątek Walerii i Pryski został skonfiskowany, stracono część ich służby, zaś one same skazane zostały na wygnanie. Przez jakiś czas przebywały na zesłaniu na Saharze. Za żoną i córką bezskutecznie wstawiał się Dioklecjan. 
W 313 cesarz Maksymin Daja został pokonany przez Licyniusza i wkrótce zmarł. Z rozkazu Licyniusza stracono m.in. wdowę i dzieci zmarłego, jak również przebywającego na jego dworze syna Galeriusza – Kandydiana (niegdyś adoptowanego przez Walerię). Licyniusz wydał też wyrok śmierci na Walerię i Pryskę, lecz obie zdołały zbiec w przebraniu prostych kobiet. W różnych prowincjach cesarstwa ukrywały się przez piętnaście miesięcy, być może dążąc do uzyskania schronienia w Dalmacji u Dioklecjana. Ostatecznie zostały ujęte w Tesalonice i publicznie stracone, a ciała ich utopione w morzu.